# Presser Gábor szerzeményeinek listája
Ezen a lapon Presser Gábor szerzeményei láthatóak.
A lista az alábbi idézet szellemében készült el, tehát elsősorban zeneszerzői tevékenységének eredménye látható:
Szeretek filmzenét, színházi kísérőzenét írni, de balettet is, … de a dalírástól sehogy sem lehet engem eltéríteni, a végén mindig oda lyukadok ki. Én magamat csak egy zeneszerzőnek tartom, aki néha elénekli a dalait, … néha szöveget is írok.
A szerzemények albumonként kiemelve láthatóak, de a lemezeken található mások által szerzett dalok nem szerepelnek a listában.
Presser Gábor számtalan előadónak írt dalokat, pályafutása elején leginkább az Omega együttes számára, majd természetesen „saját” együttesének, a Locomotiv GT-nek. Zorán szinte összes albuma az ő műve, de nevéhez fűződik Katona Klári legsikeresebb időszaka is. Nem hagyható ki művei közül több népszerű színházi mű, filmzene mesejáték sem.
Munkássága ennél bővebb, hiszen számos albumon zenészként, énekesként, vagy egyéb minőségben is részt vett. Néhány ilyen közreműködést a legutolsó szekció tartalmaz.
Minden blokk elején apró betűvel látható, hogy a blokkon belüli legtöbb szerzeményeknek ki a szerzője, szövegírója, és az is, hogy milyen kivételek fordulnak még elő. A kivételeket a dalok neve utáni fölső index (egy szám) jelzi.
A blokkok végén is előfordulhat apró betűs rész, itt az látható, ha egy darabnak volt korábbi előfordulása, előzménye (akár más előadóval vagy szöveggel). A dalok listájánál ezek a darabok zárójelbe kerülnek, és a zárójel utáni felső index (egy betű) jelzi, hogy melyik megjegyzés tartozik hozzá.
Presser Gábor szerzeményeinek időrendi listája a dalokat automatikus sorszámozással mutatja be.

## Omega
Zeneszerző: Presser Gábor, kivéve: 3: Presser Gábor – Laux József.

Szövegíró: Adamis Anna, kivéve: 1: Presser Gábor, 2: Kóbor János, 3: instrumentális, 4: S. Nagy István, 5: Verebes István – S. Nagy István, 6: Adamis Anna – S. Nagy István, 7: Sztevánovity Dusán.
- Trombitás Frédi és a rettenetes emberek (1968)

Trombitás Frédi · A napba néztem · Egy lány nem ment haza · Holnap2 · Rettenetes emberek · Ha én szél lehetnék · Vasárnap · Szeretnék visszamenni hozzád · Halott virágok · Kiskarácsony, nagykarácsony · Kállai kettős
- 10000 lépés (1969)

Petróleumlámpa · Gyöngyhajú lány · Udvari bolond kenyere · Kérgeskezű favágók3 · Tékozló fiúk · Tízezer lépés · Az 1958-as boogie-woogie klubban
- Éjszakai országút (1970)

Oh, jöjj! · Ahol a boldogságot osztották · Maradj velem · Oh, Barbarella · Az éjszakai országúton · Utcán, a téren · Van egy szó · Olyan szépen mosolygott · Vészkijárat
- Egyéb dalok

Várakozni jó (Presser/Juhász Sándor) (1969) · Az álmodozó7 (1995) · Minden könnycseppért kár7 (1995)
- rádiófelvétel (1970) – Vigyázz, vigyázz rám
- Kislemezek

Nem új a nap alatt semmi4 (1967) · Nem vagy szép5 (1967) · Megbántottál6 (1967) · Azt mondta az anyukám4 (1967) · Rózsafák4 (1967) · Ismertem egy lányt (1967) · Kiabálj, énekelj4 (1968) · Nem tilthatom meg4 (1968) · Volt egy bohóc (1968) · Régi csibészek (1969) · Naplemente (1969) · Ballada a fegyverkovács fiáról (1970) · Snuki (1970)3 · Sötét a város (1970) · Ülök a hóban (1970) ·

## Locomotiv GT(LGT)
Zeneszerző: Presser Gábor, kivéve: 6: Presser Gábor – Somló Tamás, 7: Presser Gábor – Pete Wingfield.

Szövegíró: 1971-1976: Adamis Anna, 1977-2002: Sztevánovity Dusán. Kivéve: 1: Presser Gábor, 2: instrumentális, 5: Sztevánovity Dusán – Presser Gábor.

Ahol nem egyértelműek a szerepek: 3: Barta Tamás – Presser Gábor, 4: Presser Gábor – Laux József.

- Locomotiv GT (1971)

Egy dal azokért, akik nincsenek itt · A tengelykezű félember · Hej, én szólok hozzád · Ezüst nyár
- Ringasd el magad (1972)

A szerelem börtönében · Szerenád – szerelmemnek, ha lenne1 · Kotta nélkül · Ringasd el magad · Azt hittem3
- Bummm! (1973)

(Ringasd el magad)a · Kék asszony · Gyere, gyere ki a hegyoldalba3 · Visszamegyek a falumba3 · Mondd, mire van? · Miénk itt a tér
- (1974) Szürke dal[2] · Gyík dal[2] · A tücsök és a hangya[2] · Töredék[2] · Ha pénz a zsebben[2] (Illyés Gyula)
- (kislemez, 1975) Blues (élő felvétel)
- Mindig magasabbra (1975)

Intuitio molto furtivamente(I: Andante grazioso, III: Allegro, allegro)2 · (Szólj rám, ha hangosan énekelek)b · Arra mennék én1 · Mindig magasabbra4 · És jött a doktor1 · Neked írom a dalt1 · Egy elfelejtett szó
- Locomotiv GT V. (1976)

Csak az jöjjön4 · A Kicsi, a Nagy, az Arthur és az Indián · Mindenki1 · Ahogy mindenki1 · Fiú1 · Senki gyermekei · (Arra mennék én1 · És jött a doktor1 · Segíts elaludni1 · Várlak1 · Ezüst nyár1 · Neked írom a dalt1)c
- Zene – Mindenki másképp csinálja (1977)

A rádió · Egy elkésett dal (S. R. emlékére)5 · Jóbarátok vagyunk1 · Mindenki másképp csinálja · A búcsú
- Mindenki (1978)

Mindenféle emberek · Nézd, az őrült · Mi lesz velem?1 · Hirdetés · Nem adom fel · Amerika
- Loksi (1980)

Prológ és trialóg · Gondolj rám · Ha eljönnek az angyalok · Boksz · Erőgép6 · Sziszifuszi blues · Embertelen dal6 · Szentimentális "rakenroll" · Ha eljönnek az ördögök1 · Mozi
- Az albummm (1980)

Mindenki blues
- LGT Show (1980)

Úgy látlak még
- Locomotiv GT X. (1982)

Zenevonat · A siker · Lesz-e még?7 · Rágógumi megszokás · A szél lassan elfújja az utolsó dalom1
- (1984)

Dalaktika
- Ellenfél nélkül (1984)

Banális blues1 · Az üvegember · A szívbajt hozod rám1 · Harmadik világ1 · Éjszakai vonatozás
- 424 – Mozdonyopera (1997)

Mozdonyrádió · Az ígéret földje · Hagyd a könnyeket · A füst meg a szél · 424-es csatahajó · Amerika · Bízd ránk! · Mért ne játszhatnánk el jól?
- A fiúk a kocsmába mentek (2002)

A mi kocsmánk1 · De jó lenne észnél lenni · Visszamenni nem tudok · Megjött Moszkvából a csomag1 · Nem olyan könnyű1 · Nem felejtem el sosem · Mikor leszek a tiéd1 · Én úgy emlékszem1 · Miért fáj úgy · Mindent megtennék1 · Magyarország
- Egyéb dalok (kislemezek)

Ha volna szíved (1971) · Segíts elaludni (1973) · Mindig csak ott várok rád1 (1973) · Miénk ez a cirkusz (1979) · Pokolba már a szép szavakkal (1979) · Kinn is vagyok, benn is vagyok (1984) · Volt egyszer egy zenekar (1992)
a: Az 1972-es Ringasd el magad albumon található egy korábbi változata, majd a Képzelt riport egy amerikai popfesztiválról c. musical-ben, 1973-ban volt hallható.

b: Eredetileg Kovács Kati 1974-es (Kovács Kati & LGT) c. albumán.

c: A Locomotiv GT V. albumon zárójelbe tett számok élőnek álcázott stúdiófelvételek, melyek korábbi
LGT vagy Kovács Kati albumokon megjelentek már.

## Szólólemezek
Zeneszerző: Presser Gábor. 
 
Szövegíró: Sztevanovity Dusán, kivéve: 1: instrumentális, 2: Presser Gábor, 3: Sztevanovity Dusán – Presser Gábor, 4: Parti Nagy Lajos, 5: Kern András-Presser Gábor, 6: Juhász Sándor.
- Electromantic1 (1982)

2000 dioptria · Z. Op. 1 · Electromance · Valvola · Electromantic · La Baletta No. 1 · La Baletta No. 2 · Adagio electrico · Rondo a la terror · D. D. · 104 Gabbiani e l'ecottero (104 sirály és a helikopter) · Orfeo · The Beautiful And the Fool (Szépek és bolondok) · Coda electromantica
- Looking East-Electronic East-Synthesizer Music From Hungary1 (1991) – Little Tanzanian Mountain-Tram Clambering Slowly Upward
- Csak dalok (1994)

A szerelem jó, a szerelem fáj · A legvégén lesz még egy dal · Rozsdás szög2 · Ringass még3 · Meddig jössz velem · Dr. Bánat2 · A csúnya fiúknak is van szíve · Gazdag fiú szerelme2 · Elfáradt dal · Volt egy szép napunk
- Kis történetek (1996)

Új élet vár · Majd Leonard2 · Kék hó · A kicsi vonat2 · Bolond világ · Nem szerethet mindenki2 · Adj egy pohár vizet2 · Olyan édes vagy nekem · Dúdolj néha egy dalt · Züllött zenész bluúz2
- Angyalok és emberek (2000)

A celofán-nap és a papír-hold · Majd elfújja a szél2 · Megemeltek az angyalok2 · Én szeretem a túlerőt · Engem is vigyél el!2 · Milyen jó lenne · Don Quijote Budapesten2 · Jó veled2 · Kék likőr2 · Medvetánc
- Dalok régről és nemrégről – koncert (2001) (live)

Túlerő-blues1
- T12enkettő (2006)

Ugye ott leszel2 · A híd · Ismerem őt · Két ördög2 · Francia dal · A máshol élők városa · Csak a szerelem · Őt2 · Csak egy másik bolond2 · Hozzám hajolsz · Cím nélkül · Apró a zsebben2
- Rutinglitang (Egy zenemasiniszta)4 (2011)

A kagyló · Amarcord · A tájradír · Az arcvíz · Bárzongok 1. (Pinkmariska) · Bárzongok 2. (A hajnali Blaha) · Bárzongok 3. (Egy zenemasiniszta) · Berendezik a ringet · Csasztus · Csigabú · Dal · Defekt · Gesztenyeméz · Holdbanán · Hozz virágot (ahol én fekszem) · Jajkotta · Jégbüfé · Jövője, mint a porcukor · Kitetsző foszfor, dalküszöb · Krepdesin · Lassacska napfény · Löncsölő kislány · Még egy dall · Mit ér a rímek széptevése? · Napszállat · Nyárkaucsuk · Nyár, némafilm · Omázs (P.G. hatvan) · Plafon-dal (ad Presser, ad notam) · Porló · Powder · Puderett · Rablóulti · Strandard · Tangólampion · Taormina · Ujjaim kibogoznád · Vagyunk (kicsik, ahogy a pónilóhalál)
- Szerenád helyett (2015)

A szerelem jó, a szerelem fáj · A szívemben nincs senki másnak hely2 · Gazdag fiú szerelme2 · Mama · Te majd kézenfogsz2 · Amióta elszakadtál5 · Engem is vigyél el!2 · Jó veled2 · Majd Leonard2 · Oh, csak a hajnal jönne már6 · Ujjaim kibogoznád4
- Dalok a szívről (2018)

Milyen jó lenne · Csak egy másik bolond2 · Ugye ott leszel2 · A szívemben nincs senki másnak hely2 · Olyan édes vagy nekem · Őt2 · Don Quijote Budapesten2 · Kit szeretsz?2 · Meddig jössz velem? · Ringass még3
- 13 dalunk (2017)

Marikanéni dala2

## Színházi darabok
Zeneszerző: Presser Gábor.

Szövegíró: 1: Adamis Anna, 2: Fejes Endre, 3: Sztevanovity Dusán, 4:Presser Gábor, 5:instrumentális, 6:Novák Péter, 7: Varró Dániel.
- Képzelt riport egy amerikai popfesztiválról1 (1973)

Menni kéne · Valaki mondja meg · Arra születtem · Ringasd el magad I. · Nem akarom látni · A fák is siratják · Add, hogy még egyszer · Ringasd el magad II. · Vinnélek, vinnélek · Indulás a koncertre5 · Eszter keresése · Arra születtem · Finálé
1995-ben egy, korábban is létező, de lemezre nem vett dal és felvételre került: A tábor berendezése5
- Harmincéves vagyok1 (1975)

Születésnapodra · Hány cédula az élet · Hazudj valami szépet · Altatódal felnőtteknek · A csend · Hány cédulát írtál · Mi is leszünk szenilisek · Kicsi ember · Kenyérdal
- Jó estét nyár, jó estét szerelem2,3 (1977)

Jó estét nyár… · Kicsi görög · Ugye kellemetlen · Dal az álruhás hercegről · És majd Viktor jön · Átkozott élet · Mikor hiába… · I am Viktor · Egy hófehér lakosztály · Kezedben az élet
A 2015-ben, a Pesti Színházban bemutatott előadáshoz három új dal is készült: Fodrászinduló5 · Jó estét, Balaton5 · Egy rohadt tangó4
- A padlás3 (1987)

Itt vagyunk (nyitány) · Ég és Föld között · Mit ér egy nagymama unokák nélkül · Ez ő, ez ő · Enyém a pálya · Valahol (Örökre szépek) · Rádióüzenetek · Örökre szépek II. · Szilvásgombóc · Varázskönyv · Nem szólnak a csillagok · Fényév távolság · Utána repülünk · Valaki hamisan énekel · Örökre szépek III. · Csupa-csupa padlás · Varázskönyv II. (Finálé)
- Szent István körút 14. (1998)

(A nagy szerep)a,3 · Szabadság-dal3 · Szent István körúti álom4 · Jó éjszakát4 · Színészdal3 · Finálé4
- Varró Dániel – Presser Gábor: Túl a Maszat-hegyen7 (2005 és 2011)

A 2005-ös, bábszínházi változatot tartalmazó CD-n az alábbi dalok hangzanak el: Induló az indulásról · Miénk a mocsár · Malacfejű Balerina dala · Veréblábú Elefánt dala · Maszat-dal · Sika-sika · A Bús, Piros Vödör dala · Átok ül a kis váramon · Sika-sika full version · Vix · Fogd a pénzt · Bit tegyen egy angol bárd · Paca cár áriája · Finálé
A 2011-es, nagyszínpadi változatot tartalmazó CD-re új dalok is kerültek, így az alábbi dalokat tartalmazza: Maszatdalocska · Induló az indulásról · A szösz dicsérete · Bit tegyen egy angol bárd · Maszat-dal · Átok ül a kis váramon · A Bús, Piros Vödör dala · Szegény árva leány · Büdös úr, hova tart a világ · Gyomorrontás-ária · Takarító-kórus · Lecsöppenő Kecsöp Benő · A jó Pali kalóz · Vix · Fogd a pénzt · A Pacacár áriája · Na szóval így · Fürdés-duett · Finálé
- Novák Péter – Presser Gábor – Upor László: Magyar Carmen (2007) Táncdráma dalokkal Novák Ferenc ötlete alapján

Intro-Hajnal5 · Rejts el engem6 · Visz a vonat5 · Ha úgy akarom6 · Szerelmesek5 · Férfifalka5 · Elég!6 · A mutatványosok bevonulása5 · Ajjaj, katona5 · Félig sem éltem6 · Álom, esküvő5 · Nincs idő6 · Carmen meghal5 · Háború5
- Egyéb színházi dalai:

Halott (Karinthy Frigyes) · Az legyél, akinek látszol1 · A sanda bohóc dala (Füst Milán) · Szerelem (Füst Milán) · Alázat (Füst Milán) · Éjfél, te bús (a 2004-ben bemutatott Sok hűhó semmiért c. vígszínházi előadás betétdala, szöveg: Kornis Mihály) · Mert kell egy hely2 (A zeneszerző 4. albumon) · Törődj velem (a 2005-ben bemutatott Harold és Maude c. előadás betétdala, szöveg: Geszti Péter)
a: Az eredeti Malek Andrea 1996-os albumán volt hallható.

## Film

### Filmzenék
Zeneszerző: Presser Gábor.
- - Gondolj rám rendezte: Kern András • 2016 A film az LGT-daltól kölcsönözte a címét, ez is a főcímdala. A filmben részletek hangzanak el más dalokból is: Rozsdás szög, A szél lassan elfújja az utolsó dalom, Mi lesz velem?, És jött a doktor, Amióta elszakadtál, Meggyógyítalak,[2] A legvégén lesz még egy dal, A síneken – eredeti lemezváltozatok, élő felvételek és új felvételek vegyesen, illetve egy új, instrumentális dal is, a Nyárból őszbe.
  - Szerdai gyerek rendezte: Horvát Lili • 2015
  - Metamorphosis rendezte: Hodi Jenő • 2006 • Német-magyar-angol-osztrák-kanadai film, magyar címe: Metamorfózis.
  - Szerelem utolsó vérig (2002) rendezte: Dobray György A szívemben nincs senki másnak hely · Szerelem utolsó vérig · Kit szeretsz? · (Mindig csak ott várok rád)a · Miss McMopy · Két szív1 · Itt van ámor · Jó veled · 1/2 évszak · Szerelem utolsó percig2 · 2 szív és egy zongora · 2 évszak
  - Ég a város, ég a ház is! rendezte: Sándor Pál • 1996 • A filmszkeccs a Jancsó Miklóssal és Makk Károllyal közösen jegyzett Szeressük egymást gyerekek! című film egyik darabja.
  - Vörös Colibri rendezte: Böszörményi Zsuzsa • 1995 • A film zenéjének egy részét Manuel De Sica jegyzi.
  - Sztracsatella rendezte: Kern András • 1995 • A filmben elhangzik A csúnya fiúknak is van szíve instrumentális változata – pontosabban a dal zenei alapja.
  - Kövek üzenete rendezte: Jancsó Miklós • 1994
  - Jó éjt, királyfi rendezte: Rózsa János • 1993
  - Félálom rendezte: Rózsa János • 1991
  - Storm and Sorrow rendezte: Richard A. Colla • 1990 • Amerikai film, magyar címe: Csúcsközelben.
  - Gaudiopolis – In memoriam Sztehlo Gábor rendezte: Szántó Erika • 1989
  - Zakázané uvoľnenie rendezte: Juraj Lihosit • 1988 • Csehszlovák film, címe magyarul: Jegesedés. A film zenéjének egy részét Pavel Danek jegyzi.
  - Vlakári rendezte: Juraj Lihosit • 1986 • Csehszlovák film, címe magyarul: Vonatozók. A film zenéjének egy részét Pavel Danek jegyzi.
  - Szeretők – rendezte: Kovács András • 1983
  - Ripacsok rendezte: Sándor Pál • 1981 A filmben központi szerepet játszó dal, az Egyedül nem megy, valamint egy instrumentális betétdal, a Tangó is megjelent kislemezen. A filmben elhangzik még a Boksz és a Ha eljönnek az angyalok, lemezváltozatban.
  - Boldogtalan kalap rendezte: Sós Mária • 1980
  - Az áldozat rendezte: Dobray György • 1980 A film betétdala, az Oh, csak a hajnal jönne már megjelent kislemezen.
  - Égigérő fű rendezte: Palásthy György • 1979 Az LGT-vel közösen jegyzett filmzene.
  - Szabadíts meg a gonosztól rendezte: Sándor Pál • 1979
  - Az erőd rendezte: Szinetár Miklós • 1979
  - Kihajolni veszélyes rendezte: Zsombolyai János • 1978
  - Amerikai cigaretta rendezte: Dömölky János • 1977
  - K. O. rendezte: Rényi Tamás • 1977 A film zenéjének egy részét Berki Géza jegyzi. A főcímdal a Jóbarátok vagyunk,a lemezen megjelenttől kicsit eltérő változatban. Elhangzik a filmben a Nézd, az őrült egyik témája is.
  - Szépek és bolondok rendezte: Szász Péter • 1976 A film zenéjének egy részét Vukán György jegyzi. A filmzene visszatérő témája a Szépek és bolondok című instrumentális szerzemény, amely később több változatban is megjelent. A filmben elhangzik az Egy elfelejtett szó, a lemezen megjelenttől kicsit eltérő változatban.
  - Kenyér és cigaretta rendezte: Csányi Miklós • 1976
  - Idegen arcok rendezte: Szörény Rezső • 1974 • A filmben elhangzik négy kiadatlan Presser-dal (Szürke dal, Gyík dal, A tücsök és a hangya, Töredék), az LGT előadásában.
  - Egy kis hely a nap alatt rendezte: Szász Péter • 1973
  - Álljon meg a menet rendezte: Gyarmathy Lívia • 1973 • A filmben elhangzanak Szörényi Levente dalai is.
  - Madárkák rendezte: Böszörményi Géza • 1971

a: Az eredeti az LGT 1973-as, Bummm! című nagylemezén található.

### Filmdalok
Az alábbi filmekhez betétdalokat írt Presser Gábor:
- Karácsonyi babatár rendezte: Balogh Zsolt • 1989 • Tévéfilm, 1989. december 26‑án sugározta a Magyar Televízió. Más szerzők dalai mellett egy kiadatlan Presser-dal is elhangzik benne, Katona Klári előadásában: Esik a hó.[2]
- Moziklip rendezte: Tímár Péter • 1987 • Mozifilm. Más szerzők dalai mellett négy Presser-dal klipje is szerepel benne: Élni tudni kell, Boldog dal, Ne várd a hullócsillagot, Sirálysziget – Komár László, Katona Klári és Somló Tamás, Révész Sándor, valamint Kentaur előadásában.
- Autó rendezte: Böszörményi Géza • 1975 • Mozifilm. Zenéjét Tamássy Zdenkó írta, de elhangzik benne egy kiadatlan Presser-dal: Ha nem érted a verseket.[2]
- Volpone rendezte: Fehér György • 1974 • Tévéjáték, Ben Jonson komédiájának adaptációja, Illyés Gyula fordította, Stefan Zweig és Jules Romains átdolgozásának felhasználásával. A tévéjáték zenéjét Simon Zoltán írta, de elhangzik benne egy kiadatlan Presser-dal: Ha pénz a zsebben.[2]
- Sárika, drágám rendezte: Sándor Pál • 1971 • Mozifilm. Zenéjét Tamássy Zdenkó írta, de elhangzik benne két Omega-dal: Sötét a város és Ülök a hóban.
- Munkashow[2] rendezte: Dobray György • 1970 • Dokumentumfilm. Zenéje az azonos című dal.
- Várakozni jó rendezte: Kovásznai György • 1969 • Animációs rövidfilm. Zenéje az azonos című Omega-dal.
- Ballada rendezte, festette: Kovásznai György • 1968 • Animációs rövidfilm. Zenéje az azonos című dal.

## Mások számára készített lemezek

### Kovács Kati
Zeneszerző: Presser Gábor.

Szövegíró: Adamis Anna, kivéve: 1: Presser Gábor.
- Kovács Kati és a Locomotiv GT (1974) Rock and roller1 · Szólj rám, ha hangosan énekelek · Sorsom · Várlak1
- Közel a Naphoz (1976) Tíz év az úton1 · Nekem biztos lesz egy fiam · Közel a Naphoz · Apák és anyák · Ismersz jól · Ha a dobos megengedné1

### Zorán
Zeneszerző: Presser Gábor, kivéve: 1: Sztevanovity Zorán – Presser Gábor, 4: Gerendás Péter – Presser Gábor, 6: Presser Gábor – Karácsony János.

Szövegíró: Sztevanovity Dusán, kivéve: 2: instrumentális, 3: Presser Gábor, 5: Pável Daněk, fordította: Sztevanovity Dusán, 7: Boris Filan, fordította: Sztevanovity Dusán, 8: Adamis Anna.
- Zorán és Bódy Magdi (1976) · Én már próbáltam[2]
- Zorán (1977) Egészen egyszerű dal · Addig jó nekem · Amikor elmentél tőlem · Kiáltás · Nekem nem elég · Menj el · Apám hitte1 · Egészen egyszerű emberek · Szépek és bolondok2
- Zorán II (1978) Üzenet · Mi kéne még? · Valahol mélyen a szívemben · Szabadon jó · Romantika · Adj valamit · Coda
- Zorán III (1979) Az én városom · Mit nekem · Vasárnap délután · Így is jó · Nekem még nem volt gyerekévem · Egy vallomás a sok közül
- Tizenegy dal (1982) 34. dal · Az ünnep · Hadd legyen · De nincs béke… (Sed non est pax) · Coda II. · Hozzám tartozol
- Szép holnap (1987) Ahogy volt, úgy volt · Hé, ‘67 · Gyere velem · Nem kell mindig6 · (Valaki mondja meg)a8 · Örökség7
- Az élet dolgai (1991) A szerelemnek múlnia kell · Boldog idő · Az élet dolgai
- Majd egyszer (1995) Már a galambok se repülnek · Hajózni kell · Vadkelet · Nem haragszom rád · Majd egyszer…
- 1997 (1997) Jó így · Több mint félszáz év · Csak játék · Itt a vásár · Lusta dal · Szappanopera · Hová megyünk? · Ahol jó volt3 · Ő az4 · Táncolj, csak táncolj · Szállj fel újra · Miért ne játszhatnánk el jól?b
- Az ablak mellett (1999) A színfalak mögött · Ha hinnél valamiben · Világország · Úgy volt · Az ablak mellett · Az első dal · Valami más · Mikor valóra vált az álmunk · Szerenád · Virtuális Föld · A hídon
- Így alakult (2001) Így alakult · Kabát dal · Sohase higgyetek a szemeteknek · Nincs más · Az én időmben · Meddig fáj még? · Az a hosszú asztal · Utolsó cigaretta · Mondd, hogy mindig így lesz majd · Ezer alakban
- Közös szavakból (2006) Penitencia · Közös szavakból · Ki figyel rám? · Alszol a vállamon · Harminc · Maradj a hangszernél · Hiába vársz · (A máshol élők városa)c · Vihar · (Csak a szerelem)c · A sziget
- Körtánc-Kóló (2011) Ballada a mamákról · Még mindig · Mondtam neked · Ember a vízben · Törjön a csend · Szabadságdal · Kóló · Távolság
- Zorán: Aréna (2017) Ez volt a dal · Nincsen kedvem

a: Eredetileg a Képzelt riport egy amerikai popfesztivál c. 1973-as musicalben hallható.

b: Eredetileg az 1997-es LGT (424 – Mozdonyopera) albumon volt hallható.

c: Eredetileg Presser Gábor 2006-os (T12enkettő) albumán volt hallható.

### Katona Klári
Zeneszerző: Presser Gábor.

Szövegíró: Sztevanovity Dusán, kivéve: 1: Presser Gábor, 2: Demjén Ferenc, 3: Presser – Sztevanovity Dusán.
- Titkaim (1981) Miért nem próbálod meg velem? · Hello… · Miért fáj a szív? · Miért ne? · Titkos szobák szerelme · Szeretni úgy kell · Egyszer volt · Vigyél el
- Katona Klári IV (1984) Fiúk a térről · Amíg várok rád · I.M.V. Viszockij · Képzeld el · Ólomkatona · Miért nem elég · Kínai baba
- Éjszakai üzenet (1986) Nagy találkozás · Mindig, mindig · Mint a filmeken · Mama · Éjszakai üzenet · Nélküled · Elvarázsolt éj
- Mozi (1989) Szívemet dobom eléd · Mozi · (Örökre szépek)a · (Játssz még)3b · (Én szeretlek)2c · (Ahogy mindenki)1d
- (1989) Esik a hó[2] (Presser/Ujhelyi Ágnes)

a: Az eredeti az 1987-es A padlás című musicalben hallható.

b: Az eredeti az 1982-es Tessék választani! című műsorban hallható.

c: Az eredeti az 1985-ös Révész Sándor lemezen hallható.

d: Az eredeti az LGT 1976-os, Locomotiv GT. V című albumán hallható.

### Zalatnay Sarolta
- (rádiófelvétel, 1968) Túl szép volt (Presser/S. Nagy István)
- (kislemez, 1971) Miért mentél el? (Presser/Adamis Anna)
- (Álmodj velem, 1972) (Presser/Adamis Anna) Könyörgés · Téli éjszakák · Ez minden · Mikor elalszol

### Kentaur
Zeneszerző: Presser Gábor (P. Bogár).

Szövegíró: Sztevanovity Dusán (Nati Krisztián).
- Új világ, (1988) Új tenger · Tűz · Papírfiúk és nylonlányok · Mérgezett virág (Ámor isten dísztelen sírja) · Új világ · Ne félj · Láthatatlan hatalom · Álomgyár · Sirálysziget
- Valaki eltűnt a városból, (1996) Tovább · Fényes eső · Angyal · Az éjszaka hangjai · Légy jó · Valaki más · Meddig vársz még rám? · Labirintus · Tűz '96 · Valaki az eltűnt városból

### Komár László
- (kislemez, 1971) És (Presser/Adamis Anna)· Kocsmadal az Északi hosszúság 100. fokán (Presser/Adamis Anna)
- Pepita (1981) Egy éjszaka nélküled (Presser/Komár László) · Mondd, kis kócos (Presser/Juhász Sándor, Komár László) · Oh, csak a hajnal jönne már (Presser/Juhász Sándor)
- A játékos (1982): A játékos (Presser)
- Halványkék szemek (1983) Mint Hawaii (Presser/Sztevanovity Dusán) · Amerika legszebb asszonya (Presser/Sztevanovity Dusán)
- Budapesti rakendroll (1985) Hé, papa (Komár László és Alfonso) (Presser/Sztevanovity Dusán) · Hosszú hajnal (Presser/Sztevanovity Dusán) · Itt az este (Finálé) (Presser/Presser)
- Te vagy a játékom (1986) Józsefváros (Presser/Komár László) · Bimm-Bamm-Bumm (Presser/Sztevanovity Dusán) · Zöld lagúna (Presser/Sztevanovity Dusán) · Játszd el (Presser/Komár László)
- Komár László (1987): Élni tudni kell (Presser/Sztevanovity Dusán)
- Meg van írva a csillagokban (1989): Lökd meg a kecskét (Presser/Sztevanovity Dusán)

### Oláh Ibolya
- Egy sima, egy fordított (2004) Találjmárrám (Presser/Presser)
- Édes méreg (2005) Ibolyavirág (Presser/Presser) · Öröm és könny (Presser/Sztevanovity Dusán)
- a Gondolj rám c. film betétdala (2015): Amióta elszakadtál (Presser/Kern-Presser)
- Voltam Ibojka (2018) /// Voltam Ibojka (Presser/Presser) · A szerelmet választom (Presser/Presser) · Rózsacsokor-variációk (Presser/Parti Nagy Lajos) · De szégyen élni (Presser/Szép Ernő) · Hosszú nap el (Presser/Borbély Szilárd) · Annál is könnyedébben (Presser/Parti Nagy Lajos) · A legszebb vers (Presser/Erdős Virág) · Szemebogarán (Presser/Parti Nagy Lajos) · Pengetni fogsz (Presser/Presser) · Iszom, dohányzom (Presser/Parti Nagy Lajos) · Indiánnyár (Presser/Závada Péter) · Félek, elalszom (Presser/Varró Dániel) · Pékszombat (Presser/Parti Nagy Lajos) · Semmi vacak nő (Presser/Presser) · A halál lábon (Presser/Parti Nagy Lajos) · Éjfél utáni dal (Presser/Presser) · Körúti szél (Presser/Kántor Péter) · Este (Presser/Kántor Péter) · Pakol a nyár (Presser/Kántor Péter) · Valaki téged is szeret (Presser/Presser) · Jócukor (Presser/Parti Nagy Lajos)

### Rúzsa Magdolna
- Ördögi angyal (2006) Nekem nem szabad (Presser/Novák Péter) · Még egy dal (Presser/Novák Péter)
- Tizenegy (2012) Egyszer (Presser/Presser)
- Angyal mellettem (2015) (Presser/Presser)
- Dobj egy papírrepülőt (2016) (Presser/Novák Péter)
- Lélekcirkusz (2019) /// A bohóc (Presser/Sztevanovity Dusán)· Lélekcirkusz (Presser/Sztevanovity Dusán) · Széldal (Presser/Presser) · Ne eressz el (Presser/Presser) · Kívánj nekem boldog hétköznapokat (Presser/Presser) · A kabát alatt (Presser/Presser) · Boldog, aki melletted ébred (Presser/Presser)

### További előadók
- Scampolo (rádiófelvétel, 1968) – Ne írjon fel, rendőr bácsi (Presser/S. Nagy István)
- Pálos Zsuzsa és az Omega (1968) – Ballada (Presser/Juhász Sándor)
- Krőzus úr óta[2] – a Piszkos Fred c. beat-zenés komédiából (1969)(Presser/Vágó Péter)
- Delhusa Gjon (1975) – Ha nem érted a verseket[2] (Presser/Adamis Anna)
- Disturbo Elettrico (1985) – Panico nella cittá (Pánik a városban) (Presser)
- Demjén Ferenc (Fújom a dalt, 1977) – Mikor elindul a vonat (Presser/Demjén Ferenc)
- Demjén Ferenc, Presser Gábor (Elveszett gyémántok, 1990) – Elveszett gyémántok (Presser/Demjén Ferenc)
- Hacki Tamás (Különkiadás, 1983) – Trinidad (Presser)
- Hobo Blues Band (Vadaskert I, 1996) – Der Medve (Presser/Földes László)
- Kovács Kati, Zorán (Tessék választani!, 1982)] – Játssz még! (Presser/Presser, Sztevanovity Dusán)
- Deák Bill Gyula (Rossz vér, 1983) – Ne szeress engem (Presser/Sztevanovity Dusán)
- Hobo, Presser Gábor, Révész Sándor, Somló Tamás (Mondd, mit ér egy falat kenyér? (Rockzenészek az éhező Afrikáért), 1985) – Egy falat kenyér (Presser/Földes László)
- Révész Sándor (Révész Sándor, 1985) – Nem tudtam, hogy így fáj (Presser/Sztevanovity Dusán) · Menekülés (Presser/Sztevanovity Dusán) · Én szeretlek (Presser/Demjén Ferenc) · Itt a válasz (Presser/Demjén Ferenc) · Sose repülj az angyalokkal (Presser/Sztevanovity Dusán)
- Révész Sándor (Moziklip, 1987) – Ne várd a hullócsillagot (Presser/Sztevanovity Dusán)
- Vikidál Gyula (I., 1985) – Csak a szívemet teszem eléd (Presser/Sztevanovity Dusán)
- Kern András (Ez van!, 1990) – Te majd kézenfogsz és hazavezetsz (Presser/Presser) · A szomorú bárzongorista dala (Karácsony János, Presser, Nagy Feró) · Halálos tangó (Presser/Sztevanovity Dusán) · Pesten születtem (Presser/Sztevanovity Dusán)· Zenés-táncos nőnapi ünnepség a Guvátinál nyereségrészesedéssel (Presser/Sztevanovity Dusán, Kern András) · Én nem megyek moziba többé (Presser/Sztevanovity Dusán)
- Kern András (1995) – Színházdal[2] (Presser/?)
- Kern András (Mi van velem?, 1999) – A füredi mólónál (Presser/Kern András) · Már nem vagyok olyan (Presser/Sztevanovity Dusán)
- Kern András (Semmi baj..., 2010) – Astoria (Presser/Kern András)
- Amadinda, Locomotiv GT, Trio Stendhal (Zörr, 1992) – Drum Street Blues (Dob utca blues) (Presser/instrumentális)
- Kulka János (Kulka János, 1994) – A jegyszedő (Presser/Sztevanovity Dusán)
- Hevesi Tamás (Ezt egy életen át kell játszani, 1994) – Ezt egy életen át kell játszani (Presser/Sztevanovity Dusán)
- Malek Andrea (Ébredés, 1996) – A nagy szerep (Presser/Sztevanovity Dusán) · A villamos kettőt csöngetett (Presser/Sztevanovity Dusán)
- Koncz Zsuzsa, Zorán (Csodálatos világ, 1998) – Osztálykirándulás (Presser/Sztevanovity Dusán)
- Katona Klári és Somló Tamás (Moziklip, 1987) – Boldog dal (Presser/Sztevanovity Dusán)
- Kaszás Attila (Tomboló hold, 1998) – Még egy (Presser/Sztevanovity Dusán) · Szavak nélkül (Presser/Sztevanovity Dusán)
- Somló Tamás (Somló, 1992) – Kicsi angyal (Presser/Sztevanovity Dusán)
- Somló Tamás (Semmi cirqsz, 1997) – Zenebeszéd (Presser/Sztevanovity Dusán)
- Somló Tamás (Zenecsomag, 2000) – Tomi vagyok (Presser/Presser) · Bolond szív, bolond fej (Presser/Presser)
- Karácsony János (Az időn túl, 1986) – A semmi vonata (Karácsony János/Presser)
- Karácsony János (James, 1996) – Ringass, ringass még (Presser/Sztevanovity Dusán) · Újra és újra (Presser/Sztevanovity Dusán) · Valami történt (Presser/Sztevanovity Dusán)
- Király Linda (#1, 2003) – Szabadon élni (Presser/Sztevanovity Dusán)
- Király Linda (#1, 2003) – Másik igazság (Presser/Sztevanovity Dusán)
- Soma Mamagésa (Teljes ebéd, 2005) – Még egy pitét (Presser/Soma)
- Presser Gábor, az UMZE Kamarazenekar és az Amadinda (2007) – Parabaletta (Presser-Holló Aurél)
- Joana Amendoeira (2010) – Meu amor, meu diospiro[2] (Presser/Pedro Assis Coimbra)
- Murzsi álmodik (Presser) (2000)
- Minden nap (Presser) (2000)
- a Zorán-koncert szimfonikus nyitánya[2] (2003) (Presser-Holló Aurél)
- Presser Gábor és a Magyar Állami Operaház zenekara: Fanfár A padláshoz[2] (2012) (Presser-Holló Aurél)
- Majorosi Marianna (Szerelmesnek lenni nehéz- Asszonysorsok 2015) – Elkergetett asszony (Presser Gábor)
- Falusi Mariann – 13 dalunk (2017) – A part (Presser Gábor – Sztevanovity Dusán) · Csak az idő (Presser Gábor – Sztevanovity Dusán)
- Budapest Bár – Volume7 (2017) – Sláger (Petri György verse, zene: Presser Gábor)
- Csík János – Úgy élni mint a fák (2019) – A rózsa (Presser – Csík János)

## Egyéb munkák

### Balettzenék
- A táncos (balett) (1988)
- A próba (balett) (részben Bach, az anyag az Electromantic albumon jelent meg), (1982)

### Mesejátékok
- A Mikulás csizmája – Csetényi Anikó mesejátéka · A mesejáték megjelent CD-n, a Presser Gábor Meserádiója sorozatban.
- Nyuli néni bulija – Csetényi Anikó mesejátéka · A mesejáték megjelent CD-n, a Presser Gábor Meserádiója sorozatban.
- Hektor rektor Kutyapesten – Csetényi Anikó mesejátéka
- Az eltérített Télapó – Csetényi Anikó mesejátéka · A mesejáték megjelent nagylemezen.
- A piros esernyő – Csetényi Anikó mesejátéka · A mesejáték megjelent nagylemezen, majd CD-n is.
- Felhő Péter – Hans Christian Andersen A vadhattyúk című meséjének rádióváltozata; írta: Bencsik András

### Leghíresebb reklámzenéi
Malév-zene (Ezt a harminc év alatt ikonikussá vált zenei témát dolgozta dallá Presser, mikor megírta Rúzsa Magdinak a Lélekcirkusz CD-n szereplő Széldalt.) Magyar Televízió hiradózenéje (1988) – (Ennek előzménye, hogy a BBC már 1984‑ben PG Electromantic lemezéről a La Baletta című zenét választotta egyik hiradója főcímzenéjéül. Ugyanezt a zenét a Magyar Televízió is felhasználta (jogosulatlanul) a Regionális Hiradó főcímzenéjeként.) OTP-, Westel-, MHB-, Helia D-, és Skála-reklámfilmek

## Rádiójátékok
- Calipso • Zenedráma egy fölvonásban • Szövegét írta: Juhász Gyula • Rendezte: Gothár Péter • Magyar Rádió • 1995
- Sofőrünk egy rosszabb napja • Írta: Bodor Ádám • Rádióra alkalmazta és rendezte: Gothár Péter • Magyar Rádió • 1995
- III. László • Történelmi hangjáték • Írta: Szőcs Géza • Rendezte: Gothár Péter • Magyar Rádió • 1995
- Arany János balladái • Rendezte: Gothár Péter • Magyar Rádió • 1994
- Vineta – az elsüllyedt város • Jura Soyfer hangjátéka • Fordította: Lichtman Tamás • Rádióra alkalmazta: Lékay Ottó • Rendezte: Gothár Péter • Magyar Rádió • 1993
- Menekülés az este elől, avagy a felboncolt szív • Ady Endre novelláiból összeállította és rendezte: Gothár Péter • Magyar Rádió • 1993
- Képzelt riport egy amerikai popfesztiválról • Az azonos című tragikus musical rádióváltozata • Rádióra alkalmazta és rendezte: Pós Sándor • Magyar Rádió • 1979. augusztus 29.

## Külső hivatkozások
- Presser Gábor hivatalos weblapja